# تيست درايف سيكلز
تيست درايف سيكلز (بالإنجليزية: Test Drive Cycles)‏ ، هي لعبة فيديو من نوع سباق الدراجات النارية، نشرها شركة إنفوجرامز أمريكا الشمالية شهر أغسطس عام 2000م، وتعمل بنظام التشغيل لمنصة جيم بوي كولر.

## وصلات خارجية
- Xantera page
- Infogrames portal
- Infogrames page (GBC)